# Кунін
Кунін (пол. Kunin) — село в Польщі, у гміні Ґоворово Остроленцького повіту Мазовецького воєводства.
Населення — 241 особа (2011).
У 1975-1998 роках село належало до Остроленцького воєводства.

## Демографія
Демографічна структура станом на 31 березня 2011 року:
|          | Загалом | Допрацездатний вік | Працездатний вік | Постпрацездатний вік |
| -------- | ------- | ------------------ | ---------------- | -------------------- |
| Чоловіки | 124     | 27                 | 85               | 12                   |
| Жінки    | 117     | 22                 | 63               | 32                   |
| Разом    | 241     | 49                 | 148              | 44                   |